# Goryphus bituberculatus
Goryphus bituberculatus là một loài tò vò trong họ Ichneumonidae.